# August Wittgenstein
August Wittgenstein (egentlig August-Frederik, Prins af Sayn-Wittgenstein-Berleburg, født 22. januar 1981 i Siegen, Tyskland) er en tysk skuespiller. Han kendes bl.a. fra Pigerne fra Berlin.

## Udvalgte film og serier
- 2008: The Last Drop (kortfilm)
- 2009: Engle og Dæmoner
- 2009: Torendion (kortfilm)
- 2009: Thorns (kortfilm)
- 2010: Grave Dawn (kortfilm)
- 2011: Avalon
- 2012: Gefallen (kortfilm)
- 2012: Ludwig II.
- 2013: The Congress
- 2013: SOKO Leipzig (afsnit: Schuldenschnitt)
- 2013: Wüstenherz – Der Trip meines Lebens
- 2014: Josephine Klick – Allein unter Cops (afsnit: Zinnsoldaten)
- 2014: Bis wir bluten (kortfilm)
- 2014: Die Schlikkerfrauen
- 2014: Ophelia (kortfilm)
- 2014: Ein starkes Team – Späte Rache
- 2015: In Your Dreams (serie)
- 2015: SOKO Leipzig (afsnit: Sein oder Nichtsein)
- 2015: SOKO Köln (afsnit: Alte Wunden)
- 2016: Notruf Hafenkante (afsnit: Klassentreffen)
- 2016: SOKO München (afsnit: Der Kuss)
- 2016: Pigerne fra Berlin (første sæson) (miniserie)
- 2016: Alles Klara (afsnit: Rundflug in den Tod)
- 2016: Dating Alarm
- 2017: The Crown (serie)
- 2017: Nord bei Nordwest – Der Transport (serie)
- 2017: Ein Lächeln nachts um vier (serie)
- 2018: Pigerne fra Berlin (anden sæson) (miniserie)
- 2018: Jenny – echt gerecht (serie)